# Kurt Vossen
Kurt Vossen (* 23. September 1937 in Köln; † 11. Januar 2007 ebenda) war ein deutscher Fußballfunktionär.
Kurt Vossen spielte als Jugendlicher aktiv Fußball. Er erreichte mit dem VfL Leverkusen im Seniorenbereich als höchste Spielklasse die Verbandsliga. Bei der Bayer AG arbeitete er zunächst als Elektro-Ingenieur. Bis er 1992 als Nachfolger von Günther Kaebe die Leitung der Fußballabteilung des Bayer-Konzerns übernahm, war er Leiter der Abteilung Berufsausbildung. Als Vorsitzender von Bayer 04 Leverkusen gründete er 1999 die Bayer 04 Fußball GmbH. Anschließend ging er in Pension, blieb jedoch Leiter der Fußballabteilung des TSV Bayer 04 Leverkusen und wurde zusätzlich Ehrenvorsitzender des VfL Leverkusen.
Seine größten Erfolge als Leiter der Fußballabteilung waren der DFB-Pokalsieg 1993 und die erste Teilnahme an der UEFA Champions League. Außerdem war er maßgeblich am Ausbau des Leverkusener Stadions, der BayArena, beteiligt.
| Personendaten    | Personendaten               |
| ---------------- | --------------------------- |
| NAME             | Vossen, Kurt                |
| KURZBESCHREIBUNG | deutscher Fußballfunktionär |
| GEBURTSDATUM     | 23. September 1937          |
| GEBURTSORT       | Köln                        |
| STERBEDATUM      | 11. Januar 2007             |
| STERBEORT        | Köln                        |